# Música tradicional dels Països Catalans
La música tradicional catalana comprèn les músiques populars genuïnes de l'àmbit catalanoparlant o de la cultura popular dels Països Catalans.
Els gèneres musicals tradicionals es barregen cada vegada més amb noves aportacions que no tenen a veure amb la tradició. Música tradicional i tecnologia semblen una proposta de futur. La música folk de diferents procedències aposta per fusionar-se i readaptar-se.
N'hi ha gèneres musicals de llarga tradició, com la sardana, que es remunta al segle xviii, la corranda o els goigs, que originàriament estaven dedicats a lloar la Mare de Déu. Altres gèneres són les havaneres, que van arribar a través dels navegants que comerciaven amb Cuba; la jota, que es balla i canta en tota mena de circumstàncies i amb coreografies diferents; la rumba flamenca o la rumba catalana, que van desenvolupar els gitanos catalans.

## Història
El 1967, amb l'impuls de Jaume Arnella entre més, es construeix el Grup de Folk. Es considera que va assentar les bases del moviment de la música tradicional i d'arrel catalana. Una vegada dissolt, alguns membre del Grup de Folk van fer néixer noves propostes i formacions. Se'n destaca Ara Va de Bo, adreçada al públic més jove, que durant un temps va ser l'única banda activa dedicada a la música tradicional.
A final dels setanta i durant els anys vuitanta, a Barcelona es viu una recuperació en aquest àmbit i es creen noves formacions que hi tindran un paper decisiu, com ara l'Orquestrina Galana, el Tercet Treset i la Murga, que amb el temps esdevindrà Primera Nota, amb Jordi Fàbregas al capdavant. Tot el moviment cristal·litzarà l'any 1988 en la creació del Festival Tradicionàrius, amb seu a l'Artesà del barri de Gràcia, que acabà denominant-se Centre Artesà Tradicionàrius, conegut per CAT.

## Gèneres
- Es pot parlar de la sardana com a gènere musical. La primera documentació escrita sobre l'existència d'una dansa amb aquest nom és una partitura del segle xviii. Aquest document conté una peça musical anomenada sardana que segueix tres mudances. Segurament la sardana era tocada com a part final del contrapàs. Actualment es consideren molts tipus de sardanes, totes amb origen en la tradicional sardana curta. Es balla en festes majors i celebracions i en audicions sardanístiques i aplecs. Hi ha també la sardana de concert, per ser interpretada només per a instruments, tradicionalment els de la cobla, però que ocasionalment admet variacions.[1]

- La corranda és una cançó curta sovint improvisada i a vegades s'utilitza com a cançó de ball. Se'n troben d'escrites des dels segles XV i XVI però als segles xviii i xix ja tenen una gran acceptació. També amb aquest nom es coneix la dansa cantada, de ritme molt viu i ballada per parelles.[1]

- Els goigs, al principi, estaven dedicats a lloar la Mare de Déu i especialment els set goigs, d'aquí la denominació. Més tard es canten goigs en ‘llaor' de Nostre Senyor i dels sants. Es canten col·lectivament en ocasió de diades de festa major, aplecs i festes patronals. Els dedicats als sants en descriuen el martiri i demanen protecció per a la localitat o contra una malaltia o desastre concret. Tots tenen una estructura similar: consten de set estrofes de versos heptasíl·labs amb una estrofa de quatre versos a l'inici i una altra al final. Els dos darrers versos de la primera estrofa es repeteixen al final de cadascuna de les set estrofes heptasil·làbiques. Els goigs provenen de les danses poètiques trobadoresques conegudes com a ball rodó. Els goigs es presenten en fulls impresos on el més destacable és la música, que sovint és d'origen popular però també pot ser d'autor. Moltes de les músiques s'han perdut i atesa l'estructura literària del goig les músiques poden ser comunes. En general, les melodies són senzilles, amb pocs elements, i tenen un aire repetitiu, la qual cosa facilita que tothom les pugui cantar. La lletra es presenta completa i s'hi troben, com a motius ornamentals, la imatge a la qual van dedicats i l'orla que emmarca el text. En ocasions solemnes van acompanyats per l'orgue o harmònium, però normalment es canten a cappella.[1]

- Un altre gènere musical el trobem en les havaneres. És anomenat d'anada i tornada, adaptat a la península Ibèrica des del segle xix. Se'n diu així perquè va arribar a través de navegants que proveïen l'intercanvi i el comerç amb l'illa de Cuba. Es cantava habitualment a les tavernes i es va popularitzar sobretot a través de la sarsuela i els balls corejats. És dansa i cançó de ritme indolent i aire crioll antillà i hi ha molt repertori cantat en castellà. Als Països Catalans ha estat cultivat a la costa i modernament se'n celebren festivals. Originàriament es cantava acompanyat amb instruments de percussió però habitualment es fa amb acordió, guitarra, llaüt i bandúrria.[1]

- La jota és un ball tradicional arreu de la península Ibèrica. L'origen sembla remuntar-se al segle xviii, però creix en importància al XIX. Es balla i canta en tota mena de circumstàncies i amb coreografies diferents. En aquest gènere es distingeix una part instrumental i una part vocal. En la jota aragonesa i en la navarresa hi ha cantaores i cantaors, dones i homes. No és així en la jota improvisada de la zona del Baix Ebre i del Montsià, on qui canta sempre és un home. Normalment s'interpreta acompanyada amb guitarra i guitarró, llaüt i bandúrria i s'hi afegeixen instruments de percussió entre els quals no hi falten les castanyoles.[1]

- La rumba és un ball afrocubà de ritme complex tot i que utilitza un baix similar al ritme de l'havanera. El que avui es balla ja no té gaire semblança amb l'origen. La rumba flamenca la van donar a conèixer grups flamencs en teatres i espectacles diversos i la rumba catalana, que és més propera, va ser desenvolupada com a gènere pels gitanos catalans. La darrera té a veure amb els ‘cantes de Levante' propis del flamenc i s'acompanya amb palmes, guitarra, bongos i ‘güiro'. Més tard hi van incorporar altres instruments.[1]

- El garrotín és d'origen asturià i probablement prové d'una cançó de treball agrícola. El garrot es feia servir per desgranar el blat a les eres. Des del principi va passar per Catalunya, on el van assimilar i recrear els gitanos catalans. Al ball se li associa el cant del garrotín, que és de tipus festiu amb ritme de tango i lletra molt simple i graciosa. Més tard l'estil es va aflamencar i s'inclou sovint entre els balls flamencs.[1]

- La patacada és una forma senzilla d'improvisació que també es balla i es canta.[1]

- El flamenc és considerat un gènere musical influent. Afecta el cant, el ball i l'acompanyament. Són tan amplis el repertori i la forma d'interpretar que cal fer-ne una classificació general: el cant a una sola veu que s'acompanya del gest i de palmes en algunes ocasions; el cant lliure amb guitarra; els cants de Llevant; els fandangos; els cants mètrics estructurats i acompanyats amb guitarra i altres estils que moltes vegades incorporen ritmes d'altra procedència.[1]